# 國民精神總動員 (日本)
國民精神總動員是1937年第一次近卫文麿内閣9月时推行的政策。

## 簡介
1937年7月7日盧溝橋事件後，第一次近衛內閣在8月24日通過國民精神總動員運動，目的是形成輿論、為全面戰爭作準備。
1937年9月，大日本帝國政府開始根據「舉國一致」和「盡忠報國」之口號精神進行「國民精神總動員運動」；各都道府縣建立實行委員會，隨後成立町內會、部落會、鄰組等居民組織，實行強制儲蓄、捐獻、義務勞動等活動:125。
軍部原以為中國可能立即投降；然而，中國方面國共合作頑強展開中國抗日戰爭，日本之侵略戰爭陷入泥潭之中；軍部為堅持在長期戰爭鼓動國民支持天皇繼續戰爭，政府也在其影響下構築把國民都動員起來之戰爭體制:125。
1938年4月，大日本帝國政府公布《國家總動員法》，規定：只要是國家總動員的需要，可以不經過帝國議會批准，而以天皇敕令的形式壟斷、統制和調用物資、能源、運輸及勞動力；還規定「為有效發揮國家的所有力量，統制使用人、物資源」，人和物一樣都成為被統制的「消耗品」:125。當年還成立以管理國民身體為目的之厚生省，負責確保戰爭所需要之「人的資源」，甚至連國民之「健康狀況」也作為衡量戰鬥力和勞動能力之標準；於是，為使國民保持健康投入總力戰，普及廣播體操:125。
1940年，日本對德國之「閃擊戰的勝利」羨慕不已，也決心實現納粹德國之「一國一黨」體制，於是陸續解散政黨，於10月統一組成「大政翼贊會」；從此，多黨制之議會制度被消滅:125。同年，政府解散各工會組織，為配合戰爭設立「大日本產業報國會」，全面禁止罷工等活動；當時已經實施食品、衣料、燃料和其他日用品之配給制度；因為町內會、部落會、鄰組等居民組織是實行配給之途徑，全體國民都不可能逃避體系；生活統制組織還起到使國民相互監視之作用:125。
雜誌、報紙、電影、廣播、小說等所有之信息都要經過政治審查，只允許刊載歌頌和肯定戰爭之作品；政府把越來越多之戰死者稱為「英靈」，宣揚他們是為國家而死、是「榮譽的戰死」，為再把新士兵送上戰場；在以天皇為頂點之軍部之統治體制下，政治、經濟、軍事、文化、媒體、教育以及人命等都被動員起來投入戰爭；也就是日本法西斯體制之建立:125。